# Húszszög
A geometriában a húszszög egy húszoldalú sokszög.
A szabályos sokszögek szögeire ismert képlet n=20 esetben a következőt adja:
{\displaystyle \alpha ={\frac {(n-2)}{n}}\cdot 180^{\circ }={\frac {18}{20}}\cdot 180^{\circ }=162^{\circ }}
tehát a szabályos húszszög belső szögei 162 fokosak.
Területe: {\displaystyle A={5}t^{2}(1+{\sqrt {5}}+{\sqrt {5+2{\sqrt {5}}}})\simeq 31,5687t^{2}.}

## A szabályos húszszög szerkesztése
A szabályos húszszög szerkeszthető körzővel és vonalzóval.
| A szabályos húszszög szerkesztése |

## A szabályos húszszög területe
A szabályos sokszögek területére ismert képlet n=20 esetben:
- a köréírt kör sugarának (R) függvényében

{\displaystyle A=n\cdot R^{2}\cdot \sin {\pi  \over n}\cdot \cos {\pi  \over n}=20\cdot R^{2}\cdot \sin {\pi  \over 20}\cdot \cos {\pi  \over 20}\approx 3{,}099\cdot R^{2}}
- a beírt kör sugarának (r) függvényeként pedig így:

{\displaystyle A=n\cdot r^{2}\cdot {\hbox{tg}}{\pi  \over n}=20\cdot r^{2}\cdot {\hbox{tg}}{\pi  \over 20}\approx 3{,}160\cdot r^{2}}

## Külső hivatkozások
- Weisstein, Eric W.: Icosagon (angol nyelven). Wolfram MathWorld